# Jean-Louis Vaudoyer
Pour les articles homonymes, voir Vaudoyer.
Jean-Louis Vaudoyer, né au Plessis-Piquet le 10 septembre 1883 et mort à Paris le 20 mai 1963, est un historien d'art et écrivain français prolifique ; auteur de romans, poèmes, impressions de voyage notamment sur l'Italie et la Provence, ainsi que de préfaces, essais ou articles de presse.
Critique d'art et critique littéraire, formé à l'École du Louvre, en 1904 il est attaché au Musée des arts décoratifs de Paris, puis dans le domaine de l'édition, il travaille comme directeur de collections dans les années 1920 et de nouveau à partir de 1947. Il est commissaire d'exposition puis conservateur du musée d'histoire de la ville de Paris, le Musée Carnavalet de 1934 à 1941. Il est administrateur de la Comédie-Française de 1941 à 1944 et académicien à partir de 1950.
Érudit, sa réputation d'« honnête homme, de Français classique » comme le décrit Maurice Martin du Gard, fut compromise en 1946 par des accusations de François Mauriac qui furent levées par un jury d'honneur. Mauriac lui présentera ses excuses par la suite.

## Biographie

### Jeunesse
Jean-Louis Vaudoyer est issu d’une dynastie d’architectes par son père Alfred Vaudoyer et d’éditeurs par sa mère Geneviève Bréton,,.
Après des études au lycée Carnot où il se lie d’amitié avec Robert de Traz, Jean-Louis Vaudoyer se forme d'abord chez un artisan du vitrail, puis il suit les cours  de l'École du Louvre,. En 1904, Louis Metman, conservateur du Musée des arts décoratifs de Paris, qui prépare son installation en 1905 au Pavillon de Marsan, lui demande de l'assister, comme attaché, dans la publication d'un nouvel inventaire raisonné,.

### Belle époque: les débuts dans la presse et la vie littéraire parisienne

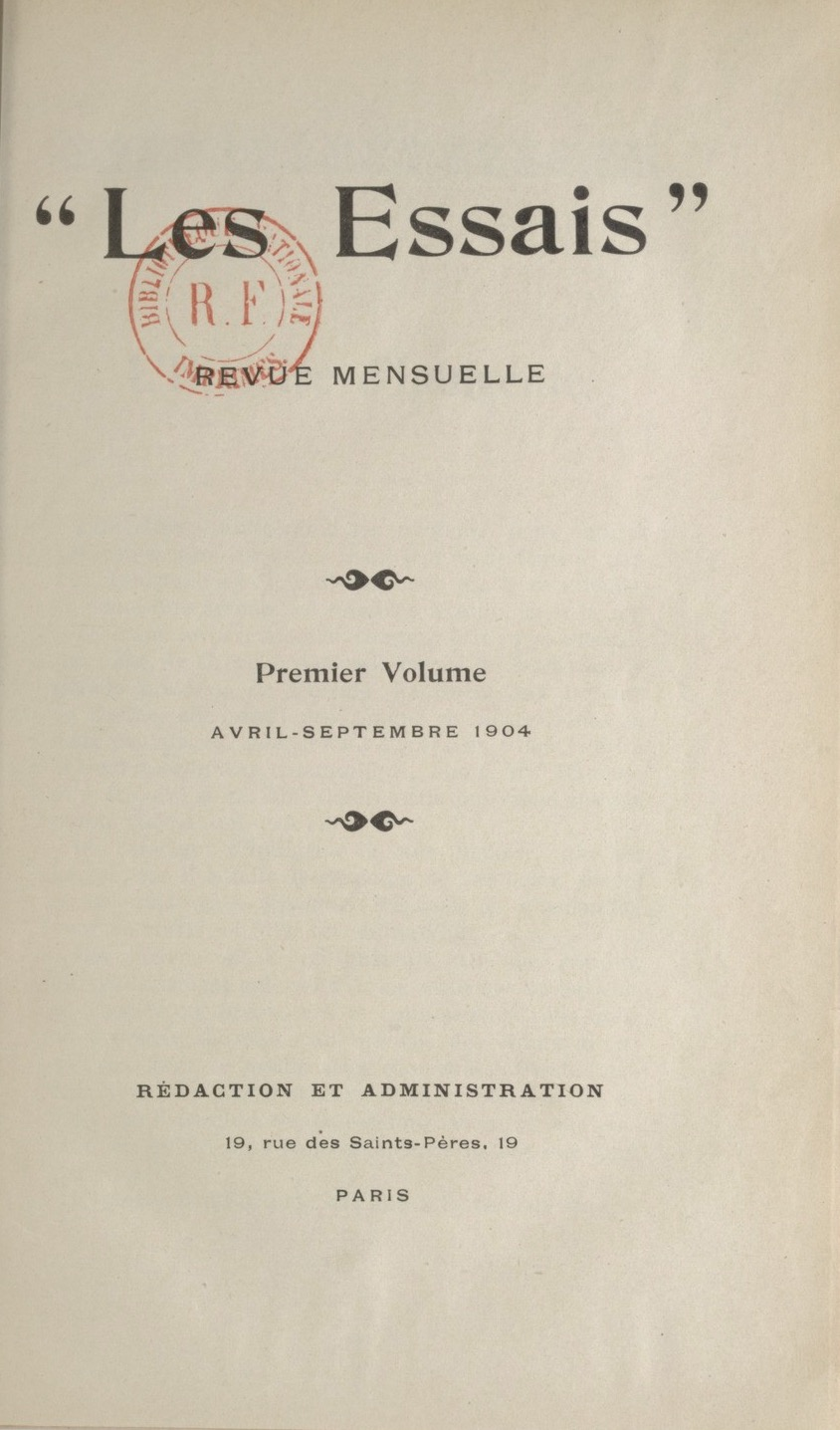
Les Essais, N°, avril-octobre 1904.

Jean-Louis Vaudoyer « a débuté dans les belles lettres, en poète, sous le patronage spirituel de Maurice Barrès, Henri de Régnier  et Jean Moréas », déclare un journaliste de Comœdia en 1926. Début 1904, il crée avec l'appui de son beau frère Daniel Halévy un mensuel littéraire, Les Essais (1904-1906). Il est assisté de deux secrétaires de rédaction, Eugène Marsan et Henri Martineau. Robert de Traz est chargé de l'administration et Anna de Noailles—  qui lui présentera ses amis, entre autres Marie de Heredia — anime la revue, dont le premier numéro sort en avril 1904. La revue est hébergée chez l'imprimeur Philippe Renouard.
Des rédacteurs tels  Pierre Hepp, Catherine Pozzi, Émile Despax, Ernest Psichari, Charles Ferdinand Ramuz, Fernand Divoire, Walther Straram, Jacques Copeau et quelques autres participent à la revue. L'historien Sébastien Laurent (1971-) estime en 2001 que la revue ne s'intéresse, ni au social, ni au politique, mais que « l'esthétisme et l'éclectisme caractérisaient Les Essais » .
Parisien, il fréquente le Salon littéraire de madame Augustine Bulteau et y croise des écrivains, des musiciens et des peintres ; Henri Chervet, André du Fresnois, René Dalize, Alain-Fournier, Paul Drouot, jeunes écrivains qui mourront à la guerre, mais également Edmond Jaloux qu'il rejoint à Venise pour la première fois en 1906. Tous deux appartiennent au club des Longues moustaches, club qui réunit des auteurs qui vouent un culte à l'Italie et à Venise en particulier, l'Italie au passé habité par les ombres de Stendhal, Goethe, Taine, celle des poètes, des artistes et des peintres, comme Ambrogio Borgognone ou du vénitien Lorenzo Lotto,. Il croise également Jacques Boulenger, Henri Clouard, François Fosca, et Henri Farge ou Jean Giraudoux. Il  participe aux jeudis littéraires qu'anime, tard la nuit, Paul-Jean Toulet au Bar de la Paix, rue Auber. Il noue ainsi des relations avec Catherine Pozzi, Déodat de Séverac, Francis de Miomandre, René Boylesve (qui le reçoit dans son salon) et qu'il évoquera  avec affection dans Souvenirs de la rue des Vignes, ou encore François Mauriac, rencontré au salon de Jeanne Meyer, et devient une figure du Tout-Paris littéraire.

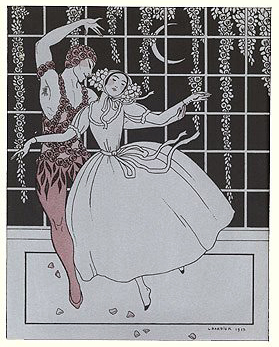
Pochoir de George Barbier in Album dédié à Tamara Karsavina, texte de Jean-Louis Vaudoyer, 1914.

Amateur de théâtre et de musique, séduit par les Ballets russes, il remet à Léon Bakst un argument pour que les ballets commémorent le centième anniversaire de la naissance de Théophile Gautier. Tiré d'un poème de celui-ci, le ballet  Le Spectre de la rose, dans lequel le héros est le jouet des rêves de l’héroïne, sera choisi par Serge de Diaghilev. La chorégraphie est signée par Michel Fokine sur la musique de L'invitation à la valse de Carl Maria von Weber orchestrée par Hector Berlioz et les rôles sont interprétés par Vaslav Nijinski et Tamara Karsavina ; la première a lieu à l'Opéra de Monte-Carlo en 1911,. Il écrit d'autres œuvres moins connues pour le théâtre ; la Nuit persane montée en 1911 au Théâtre des Arts alors dirigé par Jacques Rouché, pour le théâtre lyrique  le Couvent sur l'Eau, ballet en deux actes et quatre tableaux sur une musique de Gabriel Fauré, créé à la Scala de Milan le 7 février 1925, Promenades dans Rome, ainsi nommé en hommage à Stendhal, divertissement en un acte et quatre tableaux, pour une chorégraphie de Serge Lifar sur une musique de Marcel Samuel-Rousseau (créé  à l'Opéra Garnier le 14 décembre 1936).
En 1910, il s’installe dans un appartement de la rue de Montpensier proche du Palais-Royal, où il accueille des goûters littéraires réunissant des écrivains amis qui partagent une disposition à la « délectation artistique », c'est-à-dire au dilettantisme, l'amour du « beau », une admiration pour Paul Bourget et son attirance pour Venise,, ainsi que le refus des classements ou cloisonnements [jugés] scolaires . Cette même année, il reçoit le Prix Jules-Davaine pour son roman La bien-aimée.
À l'automne 1912, Lucien Vogel le sollicite, comme d'autres écrivains dandys, parmi lesquels son ami Henri de Régnier, pour agrémenter de textes la Gazette du bon ton consacrée à la mode, c'est-à-dire aux couturiers de l'époque tels Louise Chéruit, Georges Dœuillet,  Jacques Doucet, Jeanne Paquin, Paul Poiret, Redfern  ou Worth.

### Première Guerre mondiale
Après la publication en 1913 de son recueil Poésies, en 1914, il reçoit le Prix d'Académie.
Bien que réformé, il s'engage pour la durée de la guerre en août 1914. Le lendemain de la mort de Charles Péguy en septembre 1914, Jean Louis Vaudoyer perd son frère Michel Vaudoyer mort au champ d'honneur lors de la Bataille de la Marne,.
En 1916 il publie La stèle d'un ami en hommage au vicomte Paul Drouot mort au combat et en 1918 Les permissions de Clément Bellin.
Il sert successivement comme secrétaire d'état-major, militaire du train des équipages puis dans l'artillerie. Il finit la guerre avec le grade de maréchal-des-logis.
À la fin de la guerre, il est décoré de la Croix de guerre et fait officier de l'Ordre de la Couronne d'Italie.
Peu de temps après, le 10 octobre 1919, à trente-six ans, Jean-Louis Vaudoyer épouse la jeune Frédérique Weber (1900-1984). Ensemble, ils ont deux filles, Geneviève (1921-1983) engagée volontaire dans Les Rochambelles, ambulancière, puis parachutiste, et Daphné (1930-2011), traductrice et écrivain.

### Entre-deux-guerres
La période qui suit la guerre est une période particulièrement productive pour Jean-Louis Vaudoyer, il multiplie les contributions aux revues littéraires telles que la Revue critique des idées et des livres (1908-1924), la Revue de Paris, La Revue de Genève, La Revue hebdomadaire, La Vie des Lettres et des Arts, Les Écrits nouveaux, Les Nouvelles littéraires et la Revue des Deux Mondes, ainsi qu'à la Gazette des beaux-arts, Art et Décoration ou Revue de l'art ancien et moderne.
C'est aussi pendant cette période qu'il publie plusieurs ouvrages sur la Provence— qu'il avait découverte très jeune en accompagnant son père qui devait restaurer la cathédrale de Marseille —, ses villes et leurs fontaines, sa culture, ses auteurs et artistes tels Théodore Aubanel, Jean-Joseph Bonaventure Laurens, Joseph d'Arbaud, Paul Arène, Élémir Bourges, Joachim Gasquet ou encore Pierre Puget. Le 25 avril 1925, il préside la Saison d'Art organisée par la municipalité d'Aix-en-Provence et inaugurera en 1929 le musée de la Faïence de Moustiers à Moustiers-Sainte-Marie.
En 1921, après la parution d'un article qu'il a rédigé dans l'Opinion, à l'occasion de  l’« Exposition hollandaise » du Jeu de Paume, Marcel Proust, avec lequel il correspond et échange des points de vue depuis longtemps, lui demande de bien vouloir l'accompagner à cette exposition, alors que, dit il, sa santé est fragile, pour revoir la Vue de Delft de Vermeer, cette visite inspirera le passage de la mort de Bergotte dans La Prisonnière,,,. Le critique américain Gerald Prince suppose que Vaudoyer est l’auteur du questionnaire de Proust.

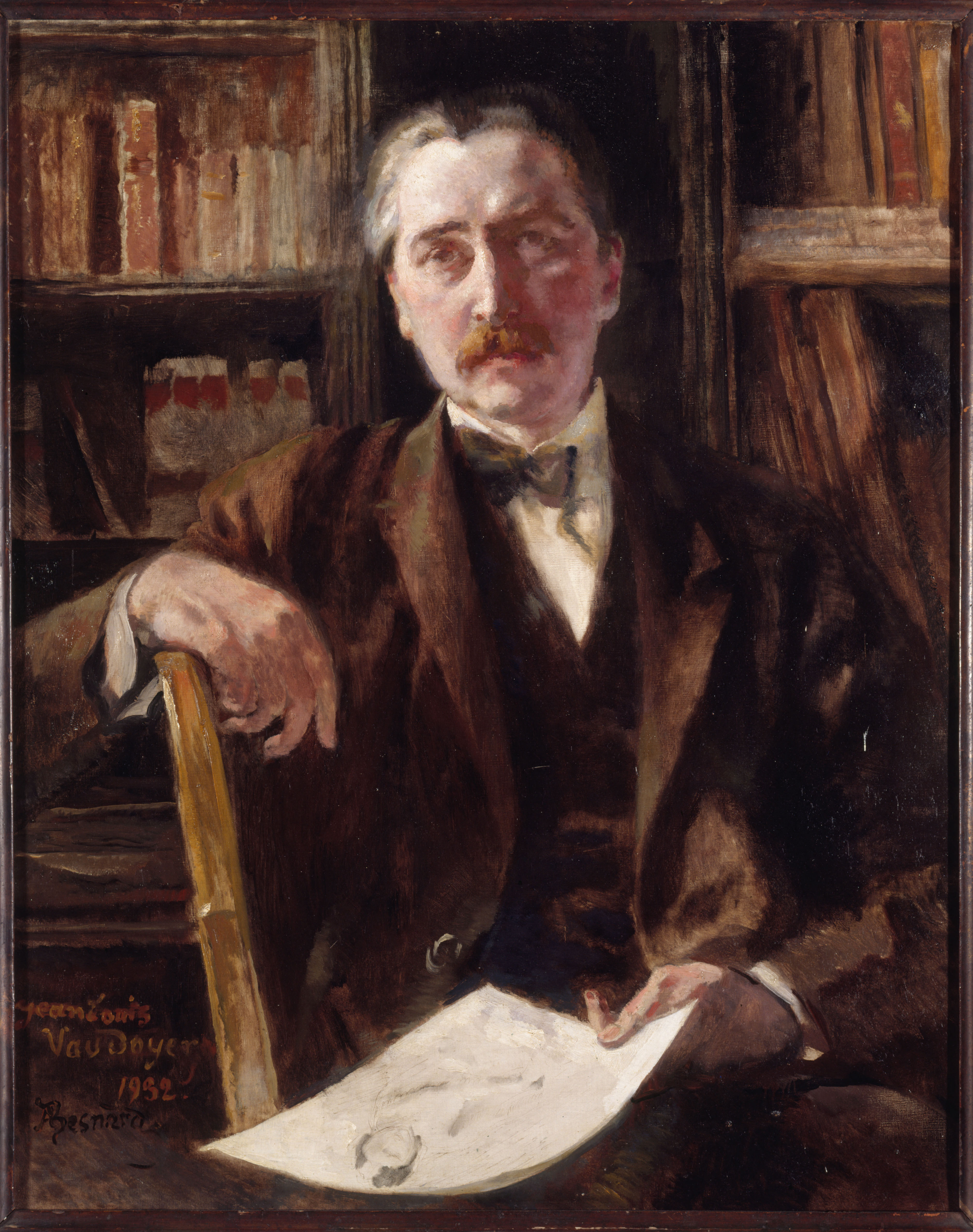
Portrait de Jean-Louis Vaudoyer, par Albert Besnard, 1932, (Musée Carnavalet).

De 1926 à 1931, il dirige aux éditions Émile-Paul Frères, la collection  Portraits de la France. Les trente-quatre volumes de cette collection sont commandés à des écrivains qui décrivent généralement leur ville ou région natale. Ils sont édités en tirage limité de haute qualité, sur papier vélin avec un frontispice d'artiste. De 1927 à 1932, il dirige la collection  Ceinture du monde pour le même éditeur. Il reprendra une activité de directeur de collection dirigeant la collection Colombelle à partir de 1947, pour les éditions du Vieux Colombier.
Durant la période 1923 à 1927, il produit un roman par an.
Alors que Paris s'apprête à accueillir l'exposition internationale des arts décoratifs et industriels modernes, les Grands magasins du Printemps font appel à son expertise pour rédiger une section intitulée les Nouveaux Magasins du Printemps jugés par un critique d’art dans une plaquette à l'occasion de leur réouverture le 16 juin 1924 après les travaux de réparation et agrandissements menés par Georges Wybo après l'incendie de 1921. En mars 1928, au Congrès de la presse latine, à La Havane, il représente, aux côtés de Louis Aragon, la Revue des Deux Mondes . La même année, il reçoit le Grand prix de littérature de l'Académie française pour l'ensemble de son œuvre,,.

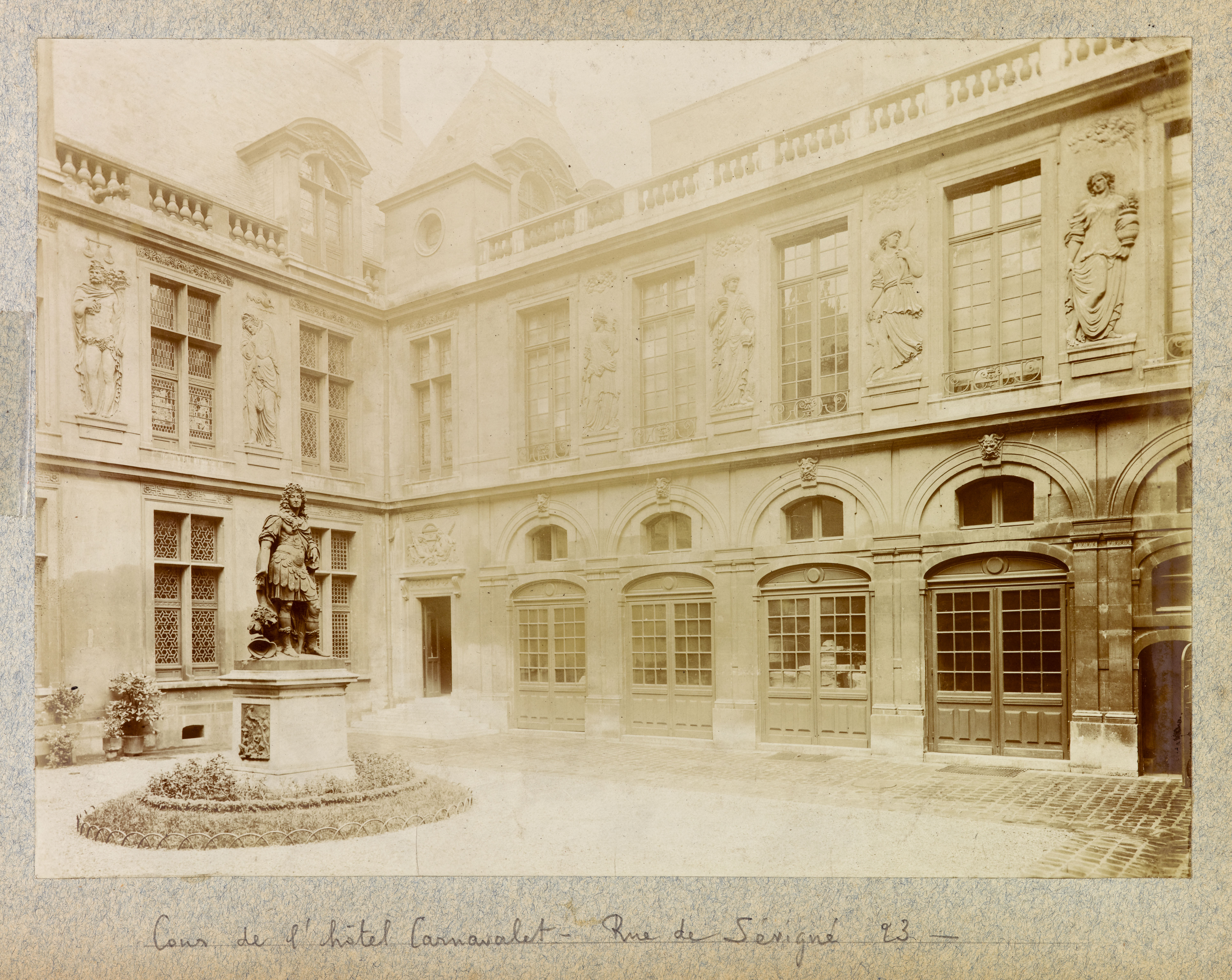
Musée Carnavalet, cour d'honneur.

En 1932, quand l'École nationale supérieure des beaux-arts est rattachée au ministère de l'Éducation nationale, il est chef du service administratif des musées nationaux 
et participe à la première exposition sur le peintre Théodore Chassériau, pour laquelle il rédige la préface du catalogue d'exposition. Il est nommé au poste de conservateur du Musée Carnavalet en 1934,, . Cette même année, pour le quatre-centième anniversaire de la mort du Corrège, il organise une exposition au Musée de l'Orangerie qui sert de salle d'exposition temporaire au Carnavalet. En 1936, il organise une exposition sur Jean Béraud, peintre de la vie parisienne, puis en 1937 une autre sur le Bois de Boulogne qui se tient au Château de Bagatelle. Pour le cent cinquantième anniversaire de la Révolution française, en 1939, le musée Carnavalet propose une exposition intitulée La Révolution française dans l'histoire, dans la littérature, dans l'art.
Vaudoyer continuera la rédaction de préfaces ou avant propos pour d'autres catalogues d'expositions à l'Orangerie, au Carnavalet, au musée des arts décoratifs ainsi qu'à la Galerie Charpentier ou au Musée Jacquemart-André.
Édouard Bourdet, administrateur de la Comédie-Française, le choisit pour diriger les Matinées poétiques du samedi  en 1936 avec Pierre Bertin.

### Seconde Guerre mondiale: administration de la Comédie-Française (mars 1941-mars 1944)

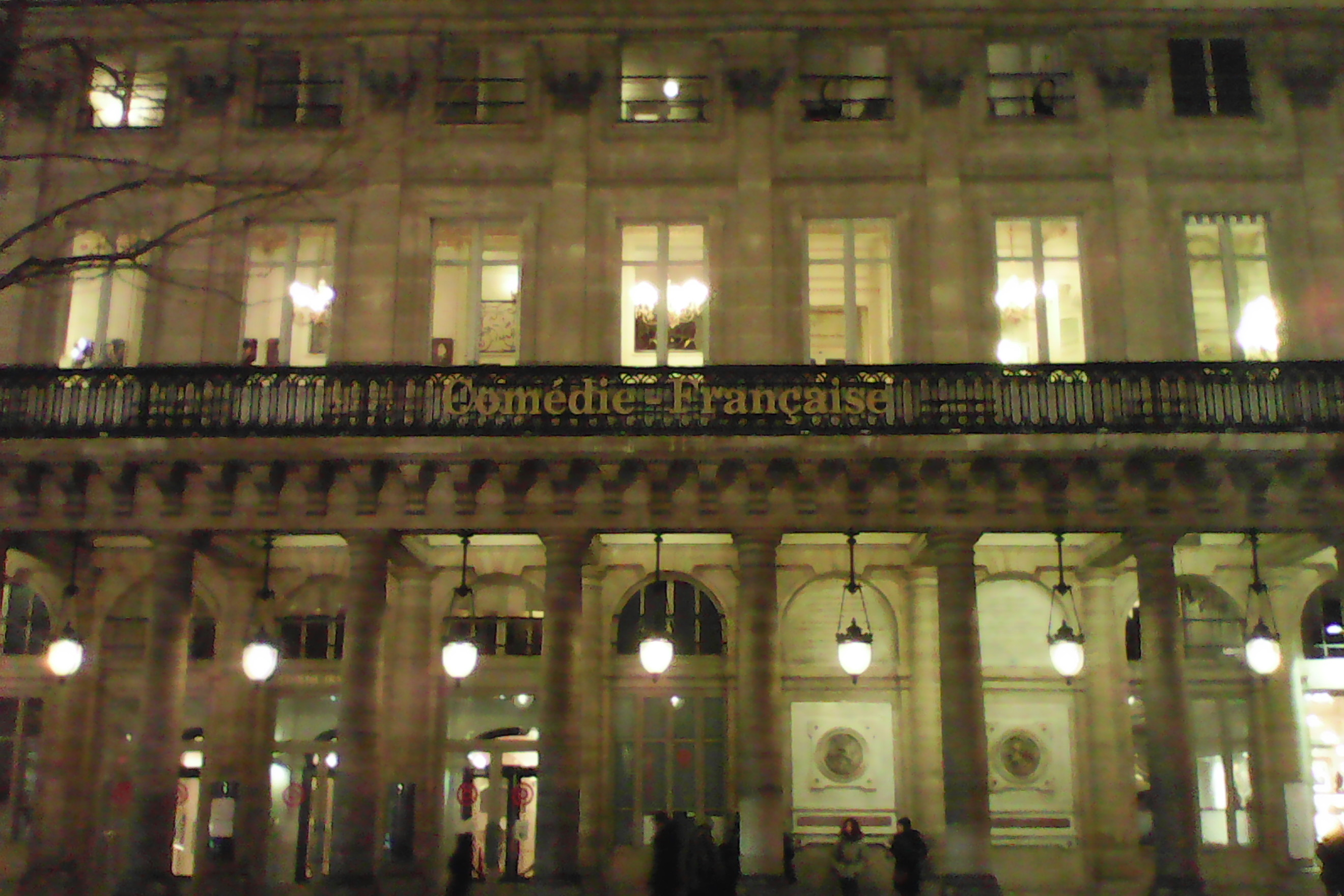
Façade de la Comédie Française en soirée.

Quand, le 11 juin 1940 le gouvernement se replie à Bordeaux, Jean-Louis Vaudoyer confie femme et filles à François Le Grix pour les conduire sur la route de l'Exode avec quelques proches jusqu'au  Domaine de Malagar, maison familiale de François Mauriac.
Le 4 mars 1941, le secrétaire d'État Jérôme Carcopino le nomme au poste d'administrateur de la Comédie-Française en remplacement de Jacques Copeau et le 7 juillet 1941, par décret, président du Comité d'Organisation des Entreprises du Spectacle. Les sept membres permanents de cet organisme, créé le 16 août 1940 pour ne pas laisser à l'occupant le soin d'appliquer les lois contre les juifs et les étrangers, ont pour tâche d'accorder ou refuser leur licence à toute entreprise de spectacle et financer ou non tout spectacle en France, hormis ce qui relève du Comité d'organisation de l'industrie cinématographique. Peu intéressé, il se récuse neuf mois plus tard et est remplacé par René Rocher en avril 1942.
Les historiens François Broche et Jean-François Muracciole rappellent que « malgré le départ de Jacques Copeau en mars 1941 - (après avoir oublié de baisser le rideau lors d’une manifestation étudiante) -  et l'éviction des sociétaires juifs, déjà décrétée en 1940, la Comédie-française occupe toujours dans le paysage culturel parisien une place prééminente : « Les Allemands ont bien compris la nécessité de préserver le prestige de la maison de Molière, vitrine brillante d'une France frappée sur le plan national. » ».
Pour Jeanyves Guérin le nouvel administrateur Jean-Louis Vaudoyer - arrivé en mars 1941 -, à la tête d'un théâtre parisien subventionné et en zone libre, incarnera parfaitement sa mission. Leo O. Forkey ajoute qu'à côté du répertoire classique, il encourage la création de pièces modernes.
Nommé contre l'avis du directeur général des Beaux-Arts Louis Hautecœur, sa gestion est marquée par une constante préoccupation de ramener l'ordre, sinon l’harmonie, dans une maison troublée en permanence par des querelles de personnes. Sans être inféodé au nouveau régime, ouvertement attentiste, il est cependant contraint de se rendre à Vichy du moins à deux reprises pour y discuter des réformes administratives et des subventions (avril 1941) et assister à un dîner clôturant une tournée du Théâtre-Français en zone sud, en présence du maréchal Philippe Pétain (mars 1942). Par ailleurs, il assiste à des réceptions données par l'ambassade d'Allemagne, sans toutefois s'y faire remarquer.
Pour Marie-Agnès Joubert, autrice de l'ouvrage La Comédie-Française sous l'Occupation, sa plus grande erreur fut de recourir à un conférencier comme Robert Brasillach pour un après-midi dédié à Corneille, mais sa gestion ne peut le faire taxer de collaboration : elle montre que si Vaudoyer accepte la venue de troupes théâtrales allemandes, c'est aussi pour pouvoir négocier des compensations, comme la libération de Jean Yonnel. Qu'il protège des employés juifs, négocie et obtient la libération de comédiens prisonniers, ou envoyés au Service du travail obligatoire. Au cours de l'année 1942, Jean-Louis Vaudoyer s'efforce d'éviter une programmation au seul service de la propagande et des Allemands présents à Paris ; tout en devant accepter de faire jouer la troupe du Théâtre d'État de Munich, il fait monter l'emblématique Phèdre par Jean-Louis Barrault. Pour équilibrer l'Iphigénie de Goethe, il programme simultanément celles d'Euripide et de Racine. Pour obtenir ces résultats, il doit contourner les avis des conseillers français du Propagandastaffel. Il permet de faire entrer Georges Feydeau au répertoire, invite Raimu et les artistes Jean-Denis Malclès, ou Raoul Dufy pour la réalisation des décors. Mony Dalmès et Jean Desailly sont nommés sociétaires et Jacques Charon intègre la troupe. Malgré le couvre-feu imposé à vingt-deux heures trente, les alertes aériennes, la pénurie de chauffage, de matériaux, d'essence, d'électricité, les saisons 1942-1943 seront des plus brillantes de l'histoire du théâtre avec des créations qui feront date et entreront au répertoire comme celles du Soulier de satin ou le pire n'est pas toujours sûr de Paul Claudel monté par Jean-Louis Barrault,, de Renaud et Armide de Jean Cocteau ou de La Reine morte d' Henry de Montherlant,.
« Si j'ai accepté [……] d'être administrateur de la Comédie-Française, dira-t-il, cela n'a pas été […] pour me rallier au vainqueur, mais pour préserver de l'emprise de celui-ci une grande institution française. ».
C'est précisément ce que lui reproche le nouveau ministre de l'Éducation nationale Abel Bonnard, qui, le 23 mars 1944, finit par l'acculer à la démission.
Plusieurs administrateurs intérimaires lui succèdent. A la Libération, c’est Pierre Dux qui dirige provisoirement l'administration du théâtre.

### Académie française

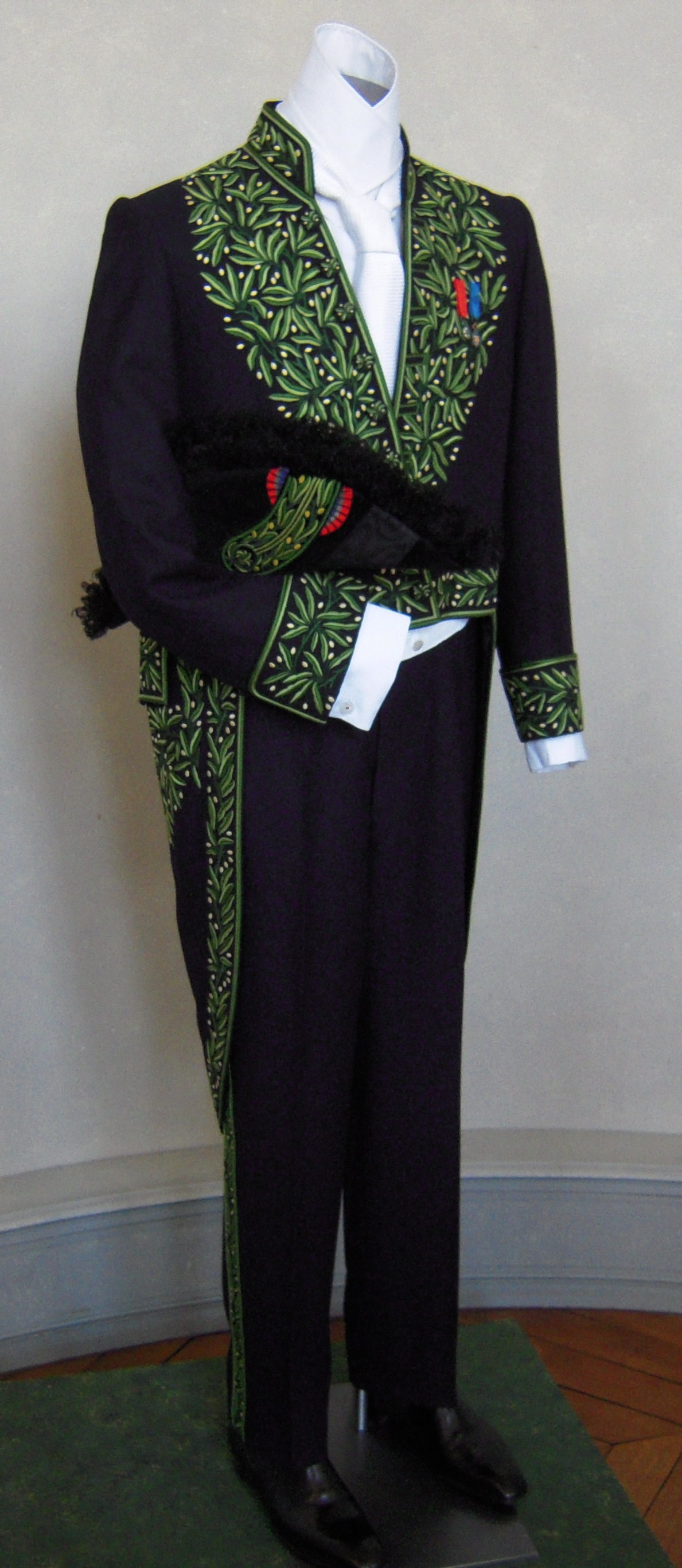
Habit vert d’académicien.

Jean-Louis Vaudoyer qui s'était déjà présenté à l’Académie française en 1935 et 1936, est amené à se présenter de nouveau ; « son nom circula, il n'avait pas encore fait acte de candidature » quand, le 9 mai 1946, plus de dix-huit mois après la libération, lors d’une séance François Mauriac, pourtant son ami, s'oppose à sa candidature au motif qu’il aurait collaboré. Jean-Louis Vaudoyer, scandalisé par de tels propos, exige la constitution d'un Jury d'honneur. Selon l’universitaire britannique John E. Flower, spécialiste de Mauriac, étant donné que Vaudoyer avait pendant l’occupation refusé de monter deux pièces de Mauriac, notamment Les mal aimés, ce dernier lui en aurait gardé rancune, et il s'agissait donc d'une affaire entre personnes. Cependant le « jury d'Honneur Vaudoyer-Mauriac », présidé par le Conseiller d'État Grünebaum Ballin, et composé de quatre écrivains du Comité national des écrivains : Alexandre Arnoux, d'une exemplaire pureté, André Chamson ex-commandant de maquis, Jean-Jacques Bernard, interné au Camp de la mort lente de Compiègne, et Jean Cassou, grièvement blessé par les miliciens, rend son verdict le 17 juin 1946 : Jean Louis Vaudoyer « ne peut être qualifié de collaborateur et n'a commis aucune faute contre l'honneur ».
Cinq ans plus tard, Mauriac présentera ses excuses à Vaudoyer, et lui écrira : « Dans la mesure où j’ai eu tort, où j’ai été injuste, où j’ai réagi trop violemment, le chrétien que j'essaie d'être (hélas!) vous demande pardon et vous embrasse. ».
Jean-Louis Vaudoyer est élu à l'académie française le 12 janvier 1950 au fauteuil 33, succédant à Edmond Jaloux. C’est Émile Henriot qui le reçut, le 22 juin 1950,,.
Le 24 septembre de la même année, il prononce le discours officiel d'ouverture des journées stendhaliennes dans le Teatro Regio de Parme.
Le 23 mai 1957 Jean-Louis Vaudoyer prononce le discours de réception d’André Chamson à l’Académie française.
L'Académie française rappelle que « le terme d’élégance le définissait, et Maurice Martin du Gard le décrit dans ses Mémorables dans les termes suivants : « Une politesse égale, sans flatterie, point de masque, c’est l’honnête homme, le Français classique qui rend aimable la rectitude, séduisant le scrupule, plaît par une harmonieuse alliance de la bonne grâce et du bon sens ; esprit libre, ardent, mais sans délire, réglé et voluptueux ».

### Dernières années
Après « une longue et éprouvante maladie », Jean-Louis Vaudoyer, membre de la Société des amis du Louvre, de la 
Société de l'histoire de l'art français, du Comité de direction de l'Association du Foyer de l’Abbaye de Royaumont, et académicien, s'éteint le 20 mai 1963 en son domicile dans le 7e arrondissement de Paris,,. Il repose dans le petit cimetière de Jouy-en-Josas. Marcel Brion lui succède au fauteuil 33 de l’Académie et prononce son discours de réception le 10 décembre 1964 en hommage à son prédécesseur.
Deux rues portent son nom en Provence, l'une à Avignon et l'autre à Aix en Provence.
Jean-Louis Vaudoyer est représenté au côté de Camille Soula dans le triptyque de Marc Saint-Saëns intitulé Le Parnasse occitan  (décembre 1934), fresque murale de la Bibliothèque d'étude et du patrimoine de Toulouse,.

## Œuvres principales
Outre ses ouvrages sur les poètes Lamartine,
Nerval, Gautier, ses textes sur la musique ou les ballets, ses préfaces et nombreux articles sur l'art conservés à la bibliothèque de l'Institut national d'histoire de l'art (openBibArt), à l' Institut néerlandais pour l'histoire de l'art de La Haye à la  bibliothèque (Frick Art Reference Library) de la  Frick Collection de New-York, ou encore au Getty Research Institute de Los Angeles,
l'Académie française cite les œuvres suivantes :
- 1907 : Quarante petits poèmes
- 1908 : La Commedia
- 1908 : L'amour masqué
- 1908 : Stances et élégies
- 1909 : La bien-aimée, (Prix Jules Davaine)
- 1910 : Suzanne et lItalie
- 1912 : La Maîtresse et l'Amie
- 1913 : Poésies, 1906-1912
- 1914 : Album dédié à Tamara Karsavina
- 1914 : Poésies, (Prix de l'académie)
- 1914 : Propos et promenades
- 1916 : La stèle d’un ami
- 1918 : Les permissions de Clément Bellin
- 1919 : Les papiers de Cléonthe
- 1920 : Le dernier rendez-vous
- 1920 : Le musée de l’Union centrale des Arts décoratifs au Pavillon de Marsan
- 1920 : Un album de dix dessins sur la danse
- 1921 : Peau d’ange
- 1921 : Rayons croisés
- 1922: L'album italien
- 1923 : La reine évanouie
- 1923 : Ombres portées
- 1924 : Les délices de l'Italie
- 1924 : Campagne d’Italie
- 1925 : Deux maisons de peintres
- 1925 : Les plaisirs d’hier
- 1925 : Raymonde Mangematin
- 1926 : Éloge de la gourmandise
- 1926 : Le chant du rossignol
- 1926 : Beautés de la Provence[32].
- 1927 : En France
- 1927 : Franges
- 1927 : Premières amours
- 1928 : Les Saintes-Maries-de-la-Mer
- 1928 : Nouvelles beautés de la Provence
- 1929 : George Barbier
- 1929 : Nuit à l’hôtel Beaux-Monts
- 1930 : Alice Ozy, ou l’Aspasie moderne
- 1930 : Esquisses havanaises
- 1931 : Donne-moi ton cœur
- 1931 :  D’Athènes à La Havane, via Berlin
- 1931 : Souvenirs de la rue des Vignes
- 1933 : Fauteuil XIII
- 1934 : Italiennes
- 1935 : Cartes et estampes
- 1935 : Le baron Arthur Chassériau
- 1936 : Ambroise Paré et les Valois
- 1936 : Italie, des Alpes à Sienne
- 1936 : Préface de Mon beau Midi de Tony Burnand
- 1937 : Watteau
- 1938 : «La Rose»
- 1945 : L'Homme et les Dieux
- 1945 : Trois bouquets provençaux
- 1946 : CLX petits faits vrais
- 1946 : Le souvenir de Marcel Mallet
- 1947 : Les peintres provençaux, de Nicolas Froment à Paul Cézanne
- 1947 : Dédié à l'amitié et au souvenir
- 1948 : Fontaines de Provence
- 1948 : Les Impressionnistes, de Manet à Cézanne
- 1949 : Piero della Francesca
- 1950 : Italie retrouvée
- 1950 : Botticelli
- 1951 : Paris aux yeux du monde
- 1951:  Quelques Français en Italie
- 1953 : La Provence
- 1954 : Images de France
- 1954 : Renoir
- 1955 : La Sicile
- 1955 : Les Impressionnistes
- 1956 :  Édouard Manet
- 1956 : Rome
- Posthume, 1968 : L'Art est délectation[91].